# Guillem II dels Països Baixos
Guillem II dels Països Baixos (La Haia 1792 - Tilburg 1849). Rei dels Països Baixos des de 1840 fins a la seva mort nou anys després.
Nascut a la ciutat de La Haia el dia 6 de desembre de 1792 essent fill del rei Guillem I dels Països Baixos i de la princesa Guillemina de Prússia. Guillem era net per via paterna del stadthounder Guillem V d'Orange-Nassau i de la princesa Guillemina de Prússia; i, per via materna, del rei Frederic Guillem II de Prússia i de la duquessa Lluïsa Amàlia de Brunsvic-Lüneburg.
L'any 1816 fou promesa amb la princesa Carlota del Regne Unit, filla del rei Jordi IV del Regne Unit. El matrimoni no s'arribà a celebrar i Carlota es casà amb el príncep Leopold de Saxònia-Coburg Gotha, i Guillem amb la gran duquessa Anna de Rússia.
La gran duquessa Anna de Rússia era filla del tsar Pau I de Rússia i de la duquessa Sofia de Württemberg. Anna era germana del tsar Alexandre I de Rússia i del tsar Nicolau I de Rússia i neta de la tsarina Caterina II de Rússia i del tsar Pere III de Rússia. El matrimoni se celebrà a Sant Petersburg el dia 21 de febrer de 1816. La parella tingué cinc fills:
- SM el rei Guillem III dels Països Baixos, nat a Brussel·les el 1817 i mort al Palau de Het Loo el 1890. Es casà en primeres núpcies el 1839 a Stuttgart amb la princesa Sofia de Württemberg; i, en segones núpcies a Arolsen el 1879 amb la princesa Emma de Waldeck-Pyrmont.

- SAR el príncep Guillem Alexandre dels Països Baixos, nat al Palau de Soestdijk el 1818 i mort el 1848 a Màntua.

- SAR el príncep Guillem Enric dels Països Baixos, nat al Palau de Soestdijk el 1820 i mort a Wolferdingen (Luxemburg) el 1879. Es casà en primeres núpcies amb la princesa Amàlia de Saxònia-Weimar-Eisenach el 1853 a Weimar; i en segones núpcies amb la princesa Maria de Prússia el 1878 a Potsdam.

- SAR el príncep Ernest Casimir dels Països Baixos, nat al Palau de Soestdijk el 1822 i mort a Brussel·les (Bèlgica) el 1822. Va néixer amb hidrocefàlia i no arribar a l'any de vida.

- SAR la princesa Sofia dels Països Baixos, nada a La Haia el 1824 i morta a Weimar el 1897. Es casà el 1842 a La Haia amb el gran duc Carles Alexandre I de Saxònia-Weimar-Eisenach.

Quan Guillem tenia tres anys, la família dels Orange hagué d'abandonar els Països Baixos en direcció a Anglaterra a causa de l'ocupació napoleònica. Guillem passà la seva joventut a cavall de Londres i Berlín, formant-se militarment parlant a la cort prussiana, i acadèmicament a la Universitat d'Oxford.
L'any 1811 entrà a l'Exèrcit Britànic com a ajudant de camp del Duc de Wellington, així Guillem prengué a diverses campanyes militars a la península Ibèrica. L'any 1813 tornà als Països Baixos arran de la recuperació del tro per part del seu pare. Així, l'any 1815 esdevingué príncep hereu i aviat hagué de dirigir les tropes holandeses contra Napoleó Bonaparte a la batalla de Quatre Bas i a la batalla de Waterloo el 1815, esdevenint un heroi militar.
Amb la constitució del Regne dels Països Baixos fruit de la unió de la república dels Països Baixos del Nord, Països Baixos austríacs i de Luxemburg, al Congrés de Viena de 1815, Guillem I i la seva família s'instal·là a Brussel·les.
Amb la revolució belga de 1830 i les pressions independentistes a Bèlgica, Guillem oferí als belgues una alta autonomia administrativa sota la dinastia dels Orange-Nassau. Les ànsies indepedentistes belgues impossibilitaren aquesta opció després que el rei Guillem I dels Països Baixos no hagués acceptat la proposta del seu fill. A partir d'aquest moment, les relacions entre Guillem I i Guillem II es mantingueren tenses. El príncep Guillem va entrar el 23 de setembre amb 10.000 soldats a Brussel·les, però la lluita al carrer contra els revoltats defensats per barricades i foc des de finestres i terrats va resultar difícil i les tropes es van retirar el 26 de setembre. Malgrat tot, l'abril de 1831, el príncep d'Orange dirigí una campanya militar al capdavant de l'exèrcit holandès per tal de contrarestrar les expectatives independentistes a Bèlgica. La intervenció francesa dirigida pel rei Lluís Felip I de França impossibilitaren l'èxit de la missió del d'Orange. Finalment, l'any 1839 la pau es firmà entre Bèlgica i els Països Baixos i la independència del primer es garantí amb l'elecció del rei Leopold I de Bèlgica.
El dia 7 d'octubre de 1840 abdicà el rei Guillem I dels Països Baixos, i Guillem esdevingué rei amb el nom de Guillem II. Inicià una política menys intervencionista en política en un moment en què augmentaren les ànsies democràtiques dels holandesos. Amb l'esclat de la revolució de 1848 i amb la caiguda de la monarquia dels Orleans, Guillem II afirmà que amb una nit havia canviat de ser una persona conservadora a una de liberal. Guillem ordenà la redacció d'una nova constitució en què s'establiren dues cambres, la Eerste Kamer o Senat en què es representaven les regions, i la Tweede Kamer o Cambra de Representants en què es representava directament la població a través del sufragi censitari. Aquesta Constitució, amb canvis puntuals, és, encara, la que avui és vigent als Països Baixos.
Guillem morí sobtadament a la regió de Brabant del Nord el 1849 a l'edat de 54 anys.